# Obodiwka (obwód winnicki)
Obodiwka (ukr. Ободівка; pol. hist. Obodówka) – wieś na Ukrainie w rejonie hajsyńskim obwodu winnickiego. Ruiny pałacu Sobańskich.
Pod rozbiorami siedziba gminy Obodówka w powiecie olhopolskim guberni podolskiej. W 1888 własność  Feliksa Sobańskiego i jego żony Emilii z Łubieńskiej.

## Pałac
- Pałac w Obodówce wybudowany w 1800 r. przez Michała Sobańskiego (1755-1832), przebudowany w 1900 r. przez Michała Sobańskiego juniora, syna Feliksa (1833-1913)[2]. Od frontu portyk z rzędem czterech  kolumn, po bokach podwójnych. Obok pałacu park założony przez Dionizego Miklera[3]. Obecnie w ruinie.

## Linki zewnętrzne

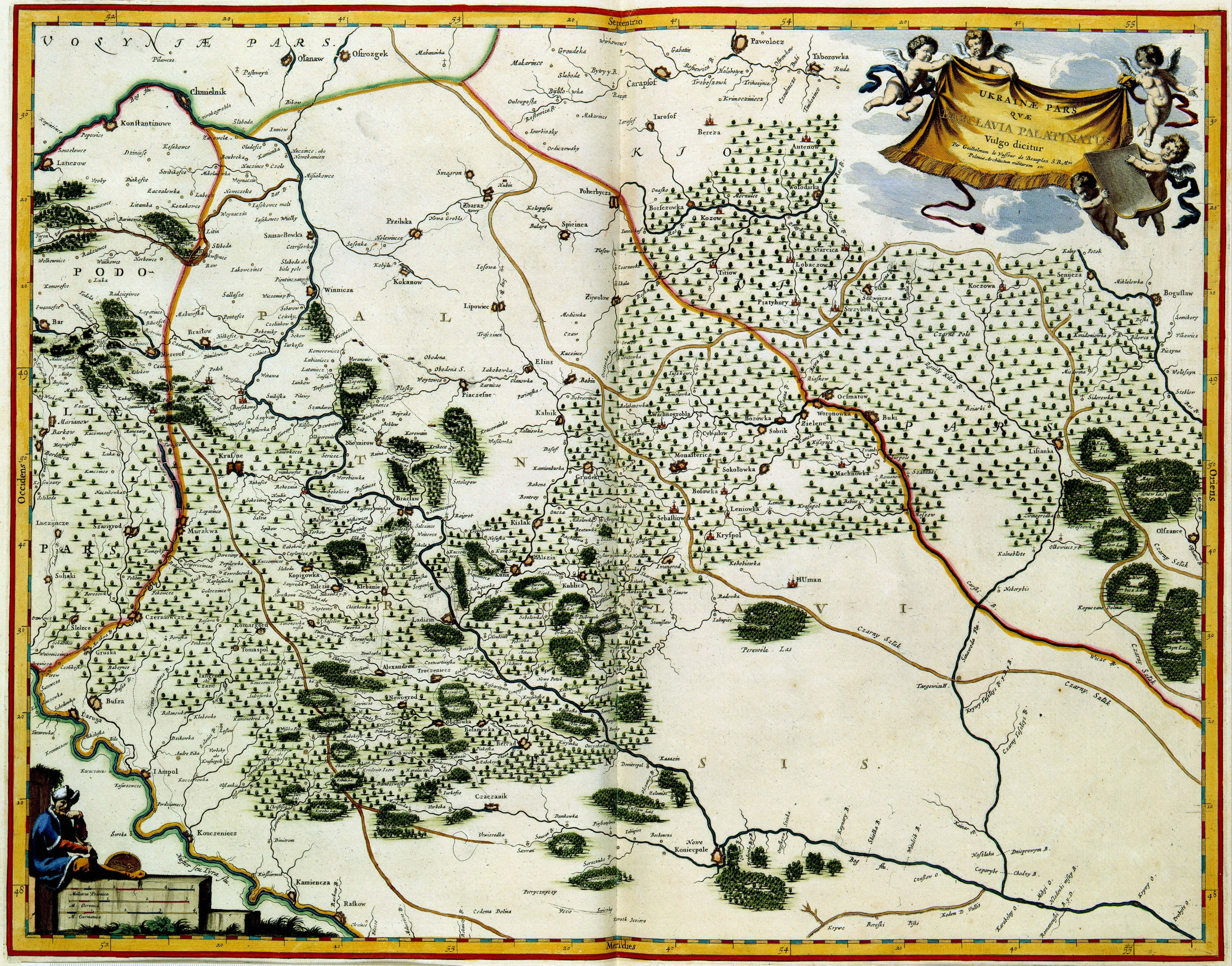
Mapa województwa bracławskiego z 1648 r. Miejscowość w dolnej części mapy